# Angelo Mariani
Ange-François Mariani (nacido Angelo Mariani, Pero-Casevecchie, 17 de diciembre de 1838-Saint-Raphaël, 1 de abril de 1914) fue un químico ítalo-francés, que desarrolló en 1863 una bebida tónica, realizada con vino de Burdeos y extracto de hojas de coca, comercializada en la época con el nombre de vin Mariani.
La bebida gozó de un gran éxito, y Mariani elaboró también elixires, pastillas e infusiones con coca, cuya esencia no pudo destilarse hasta 1860. Su venta se prohibió poco antes de la muerte de Mariani, a comienzos de la Primera Guerra Mundial, al conocerse los efectos del clorhidrato de cocaína.
Mariani se encuentra enterrado en el cementerio del Père-Lachaise, en París.

## Biografía
Ange-François Mariani nació el 17 de diciembre de 1838 durante la Monarquía de Julio en la comuna de Pero-Casevecchie situada en el antiguo cantón del mismo nombre del pieve de Tavagna desde 1833. Mayor de siete hermanos, fue hijo de François-Xavier Mariani (1810-1875) y Sophie Sébastiani (1821-1804), cuya familia está emparentada con la familia Conneau. Su padre, boticario del pueblo, abrió en 1847 una farmacia en Bastia, donde debutó el joven.
A principios de la década de 1860, abandonó Córcega para estudiar farmacia en París. Fue primero dispensador en Chantrel, calle de Clichy, luego en un dispensario del bulevar Saint-Germain, frente a la Facultad de Medicina de París, en la farmacia Mondet, calle de Grenelle. Es notablemente responsable de los tónicos a base de quina.
Se mudó a Bois-Colombes, cerca de la rue de Clichy, y luego a un pequeño apartamento en la rue Vaneau, más cerca de Saint-Germain. En 1870 se casó con Marie Anne Philiberté Paulmier (1847-1878) con quien tuvo cuatro hijos: André (1871-1878), Andrée (1874-1894) y Jacques (1875-1939). Permanece viudo hasta el final de sus días. En 1873, compró su farmacia en el bulevar Haussmann, se trasladó al número 11 de la calle Scribe y adquirió un terreno en Neuilly-sur-Seine donde creó su fábrica, laboratorios, bodegas e invernaderos. En 1880, hizo construir la “villa Andréa” en la localidad de Valescure, en Saint-Raphaël, en la Costa Azul.
Angelo Mariani murió el 1 de abril de 1914 (75 años) durante la Tercera República en su villa de Valescure. Está enterrado en el cementerio del Père-Lachaise.

## Invención del vino Mariani

### Desarrollo del “vino de coca”
Fascinado por los estudios de Paolo Mantegazza sobre los efectos de la planta de coca y los de Albert Niemann que aisló la forma cristalina de la cocaína a partir de esta planta, Angelo Mariani desarrolló con el doctor Pierre Fauvel (uno de los primeros médicos que utilizó la cocaína por sus propiedades anestésicas) ), un “vino de coca”. La idea de añadir coca al vino no era nueva, aunque posteriormente Mariani reivindicó un papel pionero. En 1863, una ronca cantante de ópera acudió a la farmacia en nombre de su laringólogo, el doctor Fauvel, quien quería “vino de coca”, pero el joven preparador no tenía. Recogió unas gotas de su más reciente preparación, una infusión de tres variedades de hojas de coca en vino de Burdeos. La diva, después de probar esta débil muestra de "bebida tónica", dijo: «es excelente, me enviarás doce botellas».
[[Archivo:Bouteille vin Mariani Portraits 1893.jpg|miniaturadeimagen|Botella de vino tónica Mariani con coca del Perú

### Producción a escala industrial e internacional
Ansioso por inventar su propia especialidad para asegurar su fortuna, el joven patentó la preparación a la que denominó “vino tónico Mariani con coca del Perú”, pronto conocida con el nombre comercial vino Mariani. La bebida tuvo un gran éxito y le valió fama en toda Europa: recetada con éxito para combatir la gripe, el vino se jactaba de tratar enfermedades nerviosas, anemia e impotencia. Las ventas fueron tales que Mariani abrió su propia farmacia en el 41 del bulevar Haussmann y luego construyó en la década de 1880 en el 10-12 de la rue de Chartres, en Neuilly-sur-Seine, una fábrica dedicada a la transformación de la coca, comercializando el vino en una de 50 cl. La preparación consistió en la maceración de 60 g de hojas de coca en alcohol (probablemente coñac) y luego en vino de Burdeos al que se le añadía un 6% de azúcar.

Rápidamente se encontró al frente de una próspera empresa cuyo imperio comercial se extendía hasta Londres y Nueva York. Experimenta en sus invernaderos con nuevas técnicas de mejora y aclimatación de la planta y comparte sus descubrimientos con jardines botánicos de todo el mundo a los que envía sus ejemplares.
El doctor William Golden Mortimer, miembro de la Academia de Medicina de Nueva York, miembro de la Sociedad Médica del Condado de Nueva York, Academia de Ciencias de Nueva York, Museo Americano de Historia Natural, ex cirujano asistente en el Hospital de Nariz y Garganta de Nueva York dedicó a Mariani el libro que publicó en 1901, Peru: History of Coca. The Divine Plants of the Incas (La historia de la coca: la planta sagrada de los Incas), porque compartía la misma pasión por el estudio de la coca y consideró a su colega francés como un “Merlín moderno” rompiendo el enigma científico para entregar las cualidades de coca a todos. Mortimer describió a Mariani como un hombre de buen gusto cuya oficina está decorada con tapices y esculturas cuyos motivos están tomados de la hoja y la flor de la coca. Para él, la coca no es simplemente una inmensa fuente de riqueza, sino que también obtiene de ella un arte de vivir.

## Publicidad de su invento

### En la prensa
Como muchos de sus colegas, Mariani comenzó modestamente, a principios de la década de 1870, ensalzando los beneficios de su tónico mediante párrafos de dos o tres líneas en las columnas de diarios, revistas de sociedad y revistas culturales. El “anuncio” es más detallado, respaldado por el éxito obtenido por el doctor Fauvel, en las páginas de las publicaciones médicas. Todo cambió cuando Mariani visitó a Albert Robida, diseñador de La Vie parisienne, en 1877. Durante más de diez años, los beneficios del vino Mariani fueron anunciados a páginas enteras de la prensa.